# 女占卜师
《女占卜师》是意大利巴洛克艺术家卡拉瓦乔的画作。它有两个版本，第一幅绘于1594 年,现藏于罗马的卡比托利欧博物馆，第二幅绘于1595 年,现藏于巴黎卢浮宫。